# Cashion (Oklahoma)
Cashion est une ville des comtés de Kingfisher et Mayes, dans l'État d'Oklahoma, aux États-Unis,. En 2010, elle compte une population de 802 habitants.

## Démographie
Lors du recensement de 2010, la ville comptait une population de 802 habitants, tandis qu'en 2019, elle est estimée à 871 habitants.